# ویندوز آرتی
ویندوز آر-تی (windows RT)
ویندوز RT نسخه محدودی از ویندوز ۸ است که بر روی دستگاه‌هایی با پردازنده ARM اجرا خواهد شد و نه پی سی‌های سنتی.
ویندوز RT هیچ‌یک از اپلیکیشن‌های دسکتاپ را اجرا نخواهد کرد و نرم‌افزارهای آن به ویندوز استور منحصر است، به جز نرم‌افزارهای سبکی که به‌طور پیش فرض در آن قرار دارند. از جمله این نرم‌افزارهای پیش فرض که در ویندوز ۸ نیز یافت می‌شوند می‌توان به Paint و WordPad اشاره کرد ولی ویندوز مدیا پلیر در ویندوز RT یافت نمی‌شود. آنچه مایکروسافت روی آن تأکید خاصی کرده، نسخه خانگی و دانشجویی آفیس ۲۰۱۳ است که به همراه ویندوز RT ارائه می‌شود و دارای وُرد، اکسل، وان نوت و پاور پوینت است؛ ولی اوت لوک در ویندوز RT حضور ندارد.
به عبارت دیگر، ویندوز RT سیستم عاملی برای کامپیوتر شخصی نیست. بلکه یک سیستم عامل برای دستگاه‌های موبایل و تبلت (Mobile OS) است.